# Bruin netpluimpje
Het  bruin netpluimpje (Stemonitis virginiensis) is een soort slijmzwam. Het leeft saprotroof op dood hout. Het komt voor in naaldbos en gemengd bos.

## Kenmerken
De sporangia komen voor in groepen. Ze zijn gesteeld, van onderen en boven afgerond. De kleur is bruin of lilabruin. De steel is met 1/5-1/3 van de hoogte relatief kort. De kleur is zwart en glanzend in opvallend licht. Het plasmodium is wit.
De sporen bezet met een netwerk gerangschikte rijen van stekeltjes. Soms zijn ze verbonden door richels. De sporenmaat is (5,5-) 6-7 (-8) micron. 

## Ecologie en verspreiding
Exemplaren groeien in kleine, compacte groepen op beschut, rottend hout. 

## Verspreiding
In Nederland komt het bruin netpluimpje zeer zeldzaam voor.